# Чудинково (Псковський район)
Чудинково (рос. Чудинково) — присілок в Псковському районі Псковської області Російської Федерації.
Населення становить 56 осіб. Входить до складу муніципального утворення Карамишевська волость.

## Історія
Від 2015 року входить до складу муніципального утворення Карамишевська волость.

## Населення
| 2001 | 2002 | 2010 |
| ---- | ---- | ---- |
| 66   | ↘63  | ↘56  |